# Si Sakhon
Si Sakhon (em tailandês: ศรีสาคร) é um distrito da província de Narathiwat, no sul da Tailândia.